# Гусев, Геннадий Александрович
Геннадий Александрович Гусев (род. 25 сентября 1948, Таллин) — советский футболист, защитник. Мастер спорта СССР (1975).
Начинал играть в команде класса «Б» «Динамо» Таллин (1966—1968). Выступал во второй (1970—1973, 1976) и первой (1974, 1976) лигах за клубы «Звезда» Кировоград (1970—1971), «Таврия» Симферополь (1972—1974, 1976), «Кривбасс» Кривой Рог (1976—1977).
В 1975 году провёл 12 матчей в высшей лиге за «Зарю» Ворошиловград.
В 1977 году играл в КФК в составе «Титана» Армянск.
Чемпион Украинской ССР (1973, 1976). Обладатель Кубка Украинской ССР 1974.
Играл в полуфинале Кубка СССР 1975.